# My Valentine
My Valentine – piosenka skomponowana przez Paula McCartneya w prezencie ślubnym dla swojej trzeciej żony Nancy Shevell. McCartney zaśpiewał ją w dniu ich ślubu, 9 października 2011 r. Jako singiel piosenka została wydana pod koniec 2011 r., zwiastując szesnasty album artysty pt. Kisses on the Bottom. Gościnnie w utworze zagrał na gitarze Eric Clapton.
Artysta wykonał utwór podczas koncertu na Stadionie Narodowym w Warszawie 22 czerwca 2013 r., dedykując go Nancy.